# Ideoroncus
Genre
Ideoroncus est un genre de pseudoscorpions de la famille des Ideoroncidae.

## Distribution
Les espèces de ce genre se rencontrent au Brésil et au Paraguay.

## Liste des espèces
Selon Pseudoscorpions of the World (version 3.0) :
- Ideoroncus anophthalmus Mahnert, 1984
- Ideoroncus beieri Mahnert, 1984
- Ideoroncus cavicola Mahnert, 2001
- Ideoroncus divisus Mahnert, 1984
- Ideoroncus lenkoi Beier, 1970
- Ideoroncus pallidus Balzan, 1887
- Ideoroncus paranensis Mahnert, 1984
- Ideoroncus procerus Beier, 1974
- Ideoroncus setosus Mahnert, 1984

## Publication originale
- Balzan, 1887 : Chernetidae nonnullae Sud-Americanae, II. Asuncion.